# Мариндин, Фрэнсис
Полковник Сэр Фрэнсис Артур Мариндин KCMG (англ. Colonel Sir Francis Arthur Marindin; 1 мая 1838, Уэймут — 21 апреля 1900, Найтсбридж) — полковник Корпуса королевских инженеров Британской армии, одна из ключевых фигур в развитии английского футбола, один из первых футбольных судей в мире.

## Ранние годы
Родился в Уэймуте, он был вторым сыном преподобного Сэмюэла Мариндина из Честертона, настоятеля прихода в Уорфилде, Шропшир и Изабеллы, дочери Эндрю Уэддерберна Колвилла из деревни Охилтри, Крейгфлауэр, округ Файф. Получил образование в Итонском колледже и Королевской военной академии в Вулидже.

## Военная карьера
Мариндин вступил в Королевские инженерные войска в чине уорент-офицера 28 декабря 1854 года. Он принимал активное участие в Крымской войне (1855—1856). С 1860 по 1863 год он был адъютантом и личным секретарём сэра Уильяма Стивенсона, губернатора Маврикия, в этот период он также выполнял особые поручения на Мадагаскаре. С 1866 по 1868 год он служил адъютантом в Королевской школе военных инженеров (англ. Royal School of Military Engineering) в Чатеме, а в 1869 году был назначен бригад-майором. В 1872 году он получил чин майора и, оставив в 1874 году штабную должность в Чатеме, в 1877 году поступил на службу в Министерство торговли в качестве инспектора железных дорог. В 1879 году он вышел в отставку из Королевских инженеров в звании майора, но позже возобновил службу в армии в качестве почётного полковника Инженерно-штабного корпуса тылового обеспечения, входящего в состав Королевских инженерных войск резерва британской армии.

## Карьера в Министерстве торговли
В ранние годы своей работы в Министерстве торговли сэру Фрэнсису Мариндину, занимавшему должность инспектора железных дорог, приходилось проверять состояние путей, мостов, станций и сигнальных устройств многих новых железных дорог и веток, а затем проводить расследования ряда несчастных случаев. В 1891 году одно из таких расследований выявило чудовищную систему перегрузки железнодорожников: кондуктор (англ. goods guard), был насмерть раздавлен буферами двух вагонов, находясь в состоянии обморока после более чем 22-часового непрерывного дежурства. Резкий доклад майора Мариндина об этом инциденте привёл к созданию Специального комитета Палаты общин и к заметному улучшению условий труда железнодорожников. После железнодорожной катастрофы в Триске, произошедшей 2 ноября 1892 года, майор Мариндин со всей убедительностью заявил, что все железнодорожные компании обязаны внедрить определённое сочетание механических и электрических устройств, которое исключало бы подобные аварии, за исключением случаев, когда машинист намеренно проезжает мимо установленных сигналов. Он также настаивал на найме сменных сигналистов и на важности размещения их поблизости от места работы. Благодаря этой неустанной прямоте, в сочетании с полным владением предметом и высокой проницательностью, майор Мариндин инициировал несколько важнейших железнодорожных реформ, а также постоянно информировал железнодорожные линии по всей стране о том, что офис по адресу Ричмонд-Террас, 8, Уайтхолл, вряд ли допустит, чтобы нарушения долго оставались незамеченными.
В 1887 году майор Мариндин, за выдающиеся заслуги в работе Египетских государственных железных дорог, был удостоен звания кавалера (компаньона) ордена Святого Михаила и Святого Георгия (англ. Companion, CMG), а в 1897 году, в честь бриллиантового юбилея, был посвящён в рыцари-командоры ордена (англ. Knight Commander, KCMG).

## Футбольная карьера

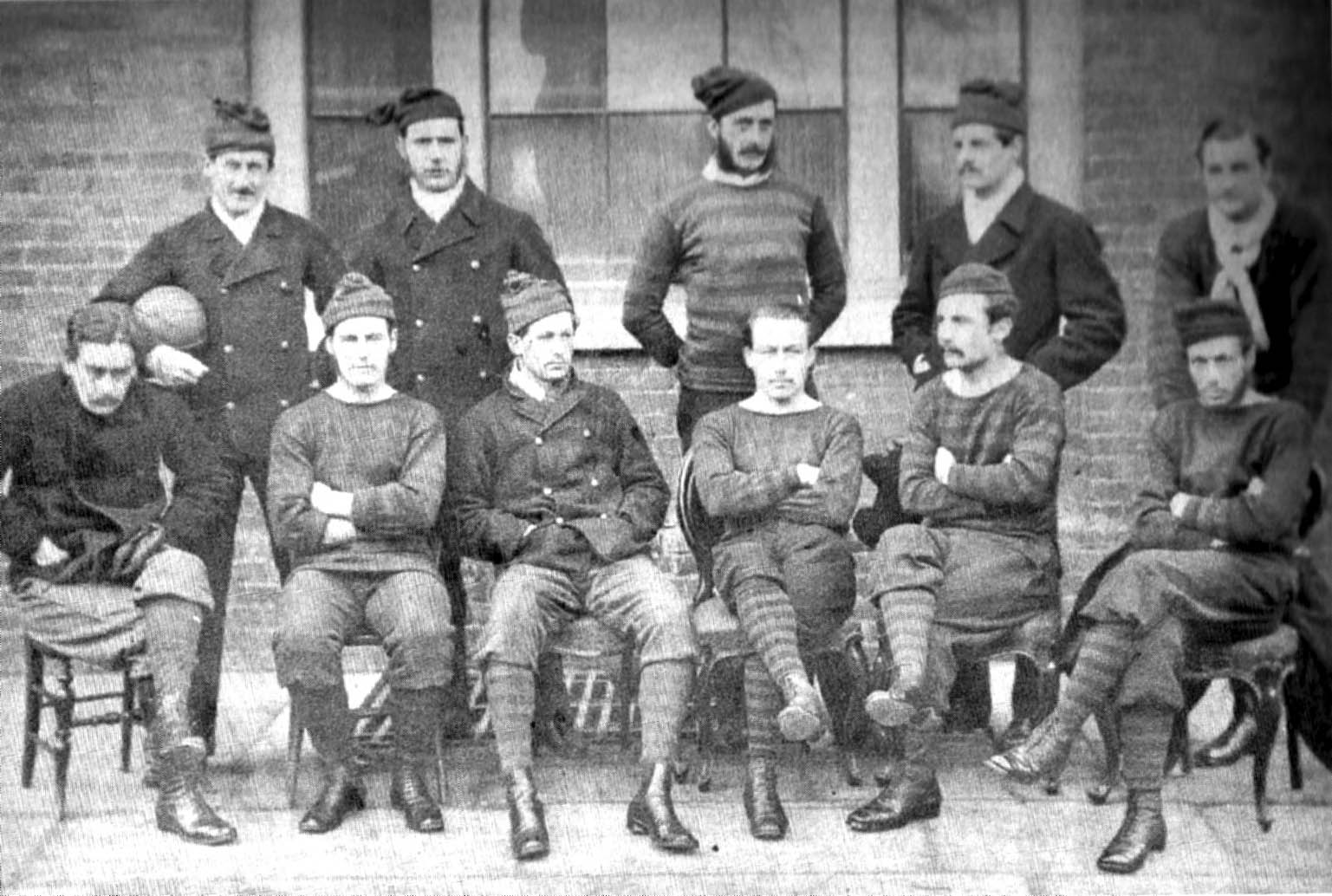
Мариндин (в верхнем ряду, третий слева) в составе команды «Ройал Энджинирс» в 1872 году.

Основатель футбольного клуба «Ройал Энджинирс», капитан команды, победитель Кубка Англии сезона 1874/75. Третий президент Футбольной ассоциации. С 1884 по 1890 год был неизменным судьёй финалов Кубка Англии.
В 1863 году Мариндин основал футбольную команду «Ройал Энджинирс», которая известна как первая команда, применившая современную командную игру и тактику паса. Капитан команды, победитель Кубка Англии сезона 1874/75.
Будучи футболистом, Мариндин сыграл в первом финале Кубка Англии в 1872 году. Пройдя все раунды, «Ройал Энджинирс» проиграла в финальном матче команде «Уондерерс» (0:1). В финале Кубка Англии 1874 года «Ройал Энджинирс» проиграла команде «Оксфорд Юниверсити», но выиграла Кубок Англии в 1875 году, одержав победу в финале турнира над командой «Олд Итонианс» (команда выпускников Итонского колледжа), хотя Мариндин не принимал участие в этом матче, уехав из Чатема на новое место работы. Легенда о том, что он пришёл на матч, но отказался от участия в игре из-за конфликта интересов, будучи одновременно «инженером» (членом команды «Ройал Энджинирс») и выпускником Итонского колледжа, не имеет под собой оснований.
Мариндин стал президентом Футбольной ассоциации в 1874 году и занимал эту должность до 1890 года. В качестве арбитра он судил финал Кубка Англии 1880 года и семь финалов подряд с 1884 по 1890 год. В этот период он, в частности, судил переигровку на поле County Cricket Ground в Дерби (на домашнем стадионе команды Крикетного клуба графства Дербишир) в 1886 году — первого финала Кубка Англии, проведённого за пределами Лондона. В его последнем финале толпа выбежала на поле, и солдатам пришлось его расчищать. Его считали «одним из выдающихся судей, действительно знающих правила». Он был широко известен просто как «Майор»
Мариндин был арбитром (вместе с лордом Кингсбургом) в разрешении спора между четырьмя регбийными союзами, что привело к созданию Международного совета регби в 1890 году.

## Личная жизнь
В 1860 году сэр Фрэнсис Мариндин женился на дочери сэра Уильяма Стивенсона, в личном штабе которого он прослужил три года на Маврикии.

## Поздние годы жизни
В 1875 году он стал инспектором Министерства торговли, а в 1895 году дослужился до старшего инспектора железных дорог. Его работа включала поездки по стране для проверки и инспектирования новых пассажирских железных дорог, чтобы обеспечить их безопасность перед вводом в эксплуатацию, а также составление отчётов о железнодорожных авариях. В некрологе, опубликованном в газете «Таймс» 24 апреля 1900 года, описывая этот период его жизни, он был отмечен как «человек, умеющий говорить прямо и в совершенстве владеющий своим предметом», так же было подчёркнуто, что железнодорожные компании того времени понимали, что его ведомство «вряд ли позволит нарушениям долго оставаться незамеченными». В 1899 году он представил отчёт о несчастных случаях с железнодорожниками, на котором был основан новый Закон парламента о безопасности на железных дорогах, и на протяжении 1890-х годов внёс множество улучшений в практику работы британских железных дорог.
Мариндин помог разработать новую систему электрического освещения Лондона.
Он умер 21 апреля 1900 года у себя дома в поместье Hans Crescent в Лондоне в возрасте 61 года. Похоронен на семейном шотландском кладбище в деревне Торрибёрн близ города Данфермлин, округ Файф.